# Księżniczka tarczowa
Księżniczka tarczowa (Polytelis swainsonii) – gatunek średniej wielkości ptaka z rodziny papug wschodnich (Psittaculidae). Zamieszkuje południowo-wschodnie obszary Australii, a zwłaszcza zalesione tereny Nowej Południowej Walii i Wiktorii. Nie wyróżnia się podgatunków. Dość pospolity w hodowli jako ptak klatkowy.

## Cechy gatunku
Występuje wyraźny dymorfizm płciowy: Samica jest cała zielona, z niebieskim nalotem na głowie, a samiec ma żółte gardło i czoło, a pod gardłem ma czerwoną półobrożę.

### Wymiary
- długość ciała: ok. 40 cm[6]
- masa ciała: 132–157 g[6]

## Zachowanie
Są łagodnymi i przyjaznymi ptakami. Chociaż są płochliwe, przywiązują się do swojego opiekuna. Nie są zbyt hałaśliwe i nie niszczą drewnianych elementów woliery, w której są trzymane.

### Rozmnażanie
Samica składa ok. 5 jajek. Inkubacja trwa ok. 19 dni.

## Pożywienie
Zjada owoce, kwiaty akacji i eukaliptusa, owoce krzewów, nasiona roślin uprawnych, traw, chwastów i ziół.
W niewoli podaje im się proso, kanar, zielonki, kawałki jabłka, ziarna słonecznika i świeże gałązki z liśćmi.

## Status
Międzynarodowa Unia Ochrony Przyrody (IUCN) od 2012 roku uznaje księżniczkę tarczową za gatunek najmniejszej troski (LC – least concern); wcześniej (od 1994 roku) miała ona status gatunku narażonego na wyginięcie (VU – vulnerable). Liczebność populacji na wolności szacuje się na 10–20 tysięcy dorosłych osobników, być może nawet więcej. Trend liczebności populacji uznaje się za wzrostowy.